# Noel Ryan
Noel Philip Ryan (* 10. Dezember 1911 in Manly; † 23. November 1969 in Sydney) war ein australischer Schwimmer. 
Seine größten Erfolge konnte er in den 1930er Jahren bei den British Empire Games – dem Vorläufer der Commonwealth Games – feiern. Dort errang er vier Goldmedaillen und eine Bronzemedaille. 1932 berief man Ryan in die nationale Auswahl seines Heimatlandes für die Olympischen Sommerspiele in Los Angeles. Er trat in drei Wettbewerben an und erreichte über 1500 Meter Freistil den vierten Platz.